# Üetliberg
Üetliberg (také psáno Uetliberg) je hora v švýcarském kantonu Curych. Je součástí Švýcarské plošiny, konkrétněji hřebene Albis, a má výšku 873 metrů.
Až k vrcholku hory jezdí vlak linky S10 (ZVV) z Curyšského hlavního nádraží, který sem jede zhruba dvacet minut. Z hory je panoramatický výhled na celý Curych i na Curyšské jezero.